# Miroslav Hajdučík
Miroslav Hajdučík ist ein ehemaliger tschechoslowakischer Kanute.
Hajdučík gewann bei den Kanuslalom-Weltmeisterschaften 1987 in Bourg-Saint-Maurice zusammen mit seinem Partner Milan Kučera die Bronzemedaille im Canadier C-2 hinter den Franzosen Pierre und Jacques Calori und den US-Amerikanern Lecky Haller und James McEwan. Seit dem Ende seiner aktiven Profikarriere startet Hajdučík bei internationalen Masters-Rennen.